# Hatem Trabelsi
Hatem Trabelsi (حاتم الطرابلسي, narozen 25. ledna 1977, Ariana) je bývalý tuniský fotbalista, který hrával na postu pravého obránce. Jako opora tuniské reprezentace se zúčastnil tří světových šampionátů: 1998, 2002, 2006. Byl členem týmu, který na domácí půdě vyhrál Africký pohár národů 2004, v tomtéž roce byl zvolen tuniským fotbalistou roku. S klubem CS Sfaxien vyhrál Pohár CAF 1998 a Pohár mistrů arabských zemí 2000. S amsterdamským Ajaxem se stal dvakrát nizozemským mistrem (2002 a 2004).